# 星海社新書
星海社新書（せいかいしゃしんしょ）は、星海社が発行し講談社が発売する新書レーベル。2011年9月21日に刊行開始。「武器としての教養」、「20代・30代――次世代のための教養！」をキャッチコピーに掲げる。編集長は『さおだけ屋はなぜ潰れないのか?』（山田真哉）、『若者はなぜ3年で辞めるのか?』（城繁幸）などのプロデュースで知られる、元光文社新書編集者の柿内芳文。
公式ウェブサイト『ジセダイ』では、新書初の新人賞である「ミリオンセラー新人賞」の応募受付、ウェブ上のみで見られる新書「星海社エア新書」などの企画が発表されている。

## 主な新人作品
- 瀧本哲史『武器としての決断思考』
- 木村草太『キヨミズ准教授の法学入門』
- 牧村朝子『百合のリアル』
- 北条かや『キャバ嬢の社会学』
- さやわか『僕たちのゲーム史』
- 古賀史健『20歳の自分に受けさせたい文章講義』